# Pure Soul
Pure Soul é o quinto álbum da banda japonesa de rock Glay, lançado em 29 de Julho de 1996. Alcançou a primeira posição na Oricon Albums Chart e foi certificado pela RIAJ após superar a marca de 2 milhões de cópias vendidas. Sugizo, guitarrista do Luna Sea, aparece como convidado na faixa "Friedchicken & Beer".
Em 31 de julho de 2018, a banda lançou o álbum especial "Pure Soul Anthology". O primeiro disco contém a versão remasterizada e remixada das faixas do álbum original e o segundo contendo as demos das músicas e uma canção não lançada até então, "Peace of Mind".

## Faixas
| N.º            | Título                                          | Duração |  |
| 1.             | "You May Dream"                                 | 5:15    |  |
| 2.             | "Biribiri Crashmen" (ビリビリクラッシュメン)    | 4:33    |  |
| 3.             | "May Fair"                                      | 4:58    |  |
| 4.             | "Soul Love"                                     | 4:30    |  |
| 5.             | "Deatte Shimatta Futari" (出会ってしまった２人) | 3:56    |  |
| 6.             | "Pure Soul"                                     | 6:24    |  |
| 7.             | "Yuuwaku" (誘惑)                                | 4:16    |  |
| 8.             | "Come On!!"                                     | 3:23    |  |
| 9.             | "Friedchicken & Beer" (com Sugizo)              | 4:37    |  |
| 10.            | "3 Nen go" (３年後)                             | 7:33    |  |
| 11.            | "I'm in Love"                                   | 6:28    |  |
| Duração total: | Duração total:                                  | 55:56   |  |